# Slowenische Eishockeyliga
Die Slowenische Eishockeyliga ist die höchste Spielklasse im slowenischen Eishockey, in der auch der slowenische Meister ausgespielt wird. Sie wurde 1991 nach der Unabhängigkeitserklärung Sloweniens von Jugoslawien gegründet. Nachdem bereits in der Saison 2006/07 erstmals Mannschaften aus Kroatien an der Liga teilgenommen hatten, wurde im Jahr 2009 mit der Slohokej Liga eine zweite Meisterschaft gestartet, die – ähnlich der Alpenliga und der Interliga einige Jahre zuvor – einen eigenen Meister ausspielt, ehe anschließend die jeweiligen Landesmeister ermittelt werden. Dies hatte zur Folge, dass die Slowenische Eishockeyliga seither nur noch in einer verkürzten Form ausgetragen wird. 
Bisher konnten nur zwei Teams den Titel des Slowenischen Meisters erringen. Mit insgesamt 13 Titeln ist der HDD Olimpija Ljubljana Rekordhalter gefolgt vom HK Jesenice mit acht Titeln. 

## Geschichte
Die slowenische Eishockeyliga ging im Jahr 1991 nach dem Zerfall Jugoslawiens aus der bis dahin ausgetragenen jugoslawischen Eishockeyliga hervor. In den Jahren ihres Bestehens wurde die Meisterschaft durchgehend von den beiden Mannschaften HK Jesenice und HDD Olimpija Ljubljana dominiert, die bis heute die einzigen Träger des slowenischen Meistertitels sind. Die Geschichte der Liga ist geprägt von den parallel ausgetragenen länderübergreifenden Eishockeywettbewerben der Alpenliga (1991 bis 1999) und der Interliga (1999 bis 2007). Daraus resultierte oft eine verkürzte Saison mit nur wenigen Spielen. 
Bedingt durch den deutlichen Klassenunterschied suchte der HK Jesenice bereits früh eine Lösung, die der Mannschaft eine neue Herausforderung stellen konnte. Seit der Saison 2006/07 nimmt der HK Jesenice daher an der österreichischen Eishockey-Liga teil. Der HDD Olimpija Ljubljana folgte ein Jahr später. Beide Teams betreiben jedoch weiterhin Farmteams in der slowenischen Liga und stoßen in den Playoffs auch mit der ersten Mannschaft dazu, wenn der slowenische Meister ausgespielt wird. 
Umgekehrt nahm die Liga aber mit KHL Medveščak Zagreb aus Kroatien in der Saison 2006/07 ebenfalls ein ausländisches Team auf. Als sich die Zahl der Teilnehmer aus anderen Nationen vergrößerte, wurde 2009 mit der Slohokej Liga eine eigene Meisterschaft gestartet, an der sich Teams aus vier Nationen beteiligten. Die Slohokej Liga wurde nach Streitigkeiten mit der Betreibergesellschaft 2012 eingestellt und die verbleibenden Mannschaften slowenischen Mannschaften schlossen sich der Inter-National-League (INL) an. Zum Saisonende spielen die slowenischen Clubs der EBEL, der INL sowie der Slowenischen Eishockeyliga den slowenischen Meister aus.  
Zur Saison 2017/18 wurde die Liga organisatorisch neu aufgestellt und trägt nun den Namen International Hockey League (IHL). So müssen die teilnehmenden Clubs unter anderem eine Anmeldegebühr entrichten. Vorbild ist die Alps Hockey League (AlpsHL), an der auch slowenische Clubs teilnehmen. Die fünf slowenischen IHL-Clubs sowie die beiden slowenischen Teilnehmer der AlpsHL spielen die slowenische Staatsmeisterschaft (Državno prvenstvo) aus. Dabei zählen die Spiele der slowenischen Mannschaften in der IHL intern für die Meisterschaft.

## Aktuelle Mannschaften
Teilnehmer der slowenischen Eishockeyliga (Državno prvenstvo) 2022/23:
| Mannschaft                  | Liga   | Heimarena             | Kapazität |
| --------------------------- | ------ | --------------------- | --------- |
| HDD Jesenice                | AlpsHL | Dvorana Podmezakla    | 4.500     |
| HD Hidria Jesenice          | IHL    | Dvorana Podmezakla    | 4.500     |
| HK MK Bled                  | –      | Hokejska dvorana Bled | 1.800     |
| HK Celje                    | IHL    | Mestni Park Celje     | 0800      |
| HDK Maribor                 | –      | Dvorana Tabor         | 3.000     |
| HK Olimpija Ljubljana       | ICE-HL | Hala Tivoli           | 7.000     |
| HK Slavija Junior Ljubljana | IHL    | Ledena dvorana Zalog  | 1.200     |
| HK Triglav Kranj            | IHL    | Arena Zlato Polje     | 0800      |

## Sonstiges
- Der HK MK Bled, der bis 2010 an der Liga teilnahm, veranstaltete in seiner Spielstätte auch den Rudi-Hiti-Sommercup, ein Vorbereitungsturnier für Clubmannschaften. Bei seiner letzten Austragung nahmen sechs Mannschaften aus vier Nationen an dem Turnier teil.